# Rebellenclub
Rebellenclub (voorheen Sjors) was een Nederlands stripblad uitgegeven door De Spaarnestad. In 1954 fuseerde het samen met de tijdschriften Grabbelton (1950-1954) en Tombola (1953-1954) tot het tijdschrift Sjors van de Rebellenclub. De titelstrip van het tijdschrift was Sjors, voorzitter der Rebellenclub.

## Geschiedenis
Vanaf 30 december 1927 verscheen de strip Perry and the Rinkydinks van de Amerikaanse striptekenaar Martin Branner vertaald in het Nederlandse tijdschrift De humorist van de week onder de titel Sjors, voorzitter der Rebellenclub. Deze strip kreeg in 1930 een eigen tijdschrift Sjors. Dit weekblad liep een half jaar tot het in 1931 stopgezet werd.
In februari 1935 verscheen het tijdschrift Sjors opnieuw, maar ditmaal als bijlage bij het tijdschrift Panorama. In deze periode verscheen Sjors ook in Vlaanderen. Het tijdschrift kreeg op 23 oktober 1941 een verschijningsverbod. Sjors verscheen dan toch nog op 30 oktober en 6 november 1941 in Panorama zelf. Daarna verscheen het opnieuw als een aparte bijlage tot maart 1942. Na de Tweede Wereldoorlog verscheen Sjors tweewekelijks van juni 1947 tot januari 1948. Later verscheen het blad opnieuw onder de titel Rebellenclub. Het liep van 15 september 1950 tot 4 september 1954.
In 1954 besloot uitgeverij De Spaarnestad om drie van hun bijlagen samen te voegen tot een zelfstandig jeugdblad. Rebellenclub fuseerde dan met de tijdschriften Grabbelton (1950-1954) en Tombola (1953-1954) tot het tijdschrift Sjors van de Rebellenclub. Dat blad zou later ook Sjors heten tot het in 1975 fuseerde met Pep tot het tijdschrift Eppo.

## Strips
De titelstrip Sjors, voorzitter der Rebellenclub was aanvankelijk een Nederlandse versie van de Amerikaanse strip van Branner. In 1938 had de uitgeverij geen platen meer van Branner waarna de Nederlander Frans Piët de strip zou tekenen. Naast die titelstrip verscheen er tussen 1935 en 1942 in het blad ook de strips Prins Valiant van Hal Foster, Willy Weetal's wetenswaardigheden van R. M. Brinkerhoff en Kitty Muis en haar hond van Nicholas Afonsky en Brandon Walsh. Naast Amerikaanse krantenstrips verscheen er ook Nederlandse strips zoals Jan Klaas van Boy ten Hove, Tommie's avonturen van Piet Broos en Monki's reis om de wereld van Bernard Reith.
In de periode 1950-1954 verscheen de strip Sjors, voorzitter der rebellenclub, dat inmiddels Sjors en Sjimmie geworden was, niet meer in dit tijdschrift. Intussen verschenen er wel strips zoals Uit de luierjaren van Sjors van Frans Piët, Olaf Noord van Bert Bus en Pier Paniek en Suzie Rebel, het zusje van Sjors van Bouwman.